# Brownsman
Brownsman är en ö i Storbritannien.   Den ligger i grevskapet och kommunen Northumberland i riksdelen England, i den centrala delen av landet, 500 km norr om huvudstaden London. Arean är 0,19 kvadratkilometer.
Terrängen på Brownsman är mycket platt. Öns högsta punkt är 5 meter över havet. Den sträcker sig 0,7 kilometer i nord-sydlig riktning, och 0,5 kilometer i öst-västlig riktning.